# Chiuni
 (mai 2014).
Le Chiuni est un fleuve côtier français du département de la Corse-du-Sud, en région Corse, qui se jette en mer Méditerranée dans le golfe homonyme, le golfe de Chiuni.

## Géographie
D'une longueur de 16,1 kilomètres, le Chiuni prend sa source sur la commune de Marignana à l'altitude 1 102 mètres, à moins d'un kilomètre à l'ouest du Capu a e Macenule (1 226 m).
Il coule globalement de l'est vers le sud-ouest, et s'appelle aussi en remontant vers la source « ruisseau de l'Umbertacciu » puis « ruisseau des Sulleoni », et enfin « ruisseau de Riogna »,.
Il a son embouchure sur la commune de Cargèse, à l'altitude 0 mètre, dans le golfe de Chiuni, au nord-ouest de la plage de Chiuni, et de son village de vacances et à moins d'un kilomètre au sud-est de la tour génoise tour d'Orchinu.
Les cours d'eau voisins sont le Sagone au sud et au nord le Porto et à l'est commence le parc naturel régional de Corse.

### Communes et cantons traversés
Dans le seul département de la Corse-du-Sud  (2A), le Chiuni traverse trois communes et un canton :
- dans le sens amont vers aval : Marignana (source), Piana, Cargèse, (embouchure).

Soit en termes de cantons, le Chiuni prend source et a son embouchure dans le même ancien canton des Deux-Sevi, aujourd'hui le canton de Sevi-Sorru-Cinarca  dans l'arrondissement d'Ajaccio.

### Bassin versant
La superficie du bassin versant « Côtiers du ruisseau de Porto au ruisseau d'Esigna » est de 120 km2. 

### Organisme gestionnaire
L'organisme gestionnaire est le Comité de bassin de Corse, depuis la loi corse du 22 janvier 2002.

## Affluents
Le Chiuni a huit affluents référencés :
- ----- le ruisseau d'Ambione (rd[note 1]) 2,2 km, sur la seule commune de Marignana.
- le ruisseau de Milari (rg) 2,6 km, sur la seule commune de Marignana.
- ----- le ruisseau de Forcu a e Tegjie (rd) 6,6 km, sur les deux communes de Marignana et Piana avec un affluent :
  - ----- le ruisseau de Ruscia (rd) 2,6 km, sur les deux communes de Piana et Marignana avec un affluent :
    - le ruisseau de Malo (rg) 3 km, sur la seule commune de Piana.

- ----- le ruisseau de Cario (rd) 1,7 km, sur les deux communes de Piana et Marignana.
- ----- le ruisseau de Finucchiaghia (rd) 1,6 km, sur les deux communes de Piana et Marignana.
- ----- le ruisseau de Persicu (rd) 3,1 km, sur les deux communes de Piana et Cargèse avec un affluent :
  - ----- le ruisseau de Truscielli (rd) 2,3 km, sur les deux communes de Piana et Cargèse.

- le ruisseau de Fornellu et s'appelant aussi ruisseau de Piazzilellu en partie haute (rg) 6,9 km, sur les deux communes de Marignana et Cargèse.
- ----- le ruisseau de Chesaccia (rd) 3,9 km, sur les deux communes de Piana et Cargèse avec deux affluents :
  - le ruisseau d'Aculone (rg) 2,5 km, sur les deux communes de Piana et Cargèse.
  - ----- le ruisseau de Pascianu (rd) 1,5 km, sur les deux communes de Piana et Cargèse. Géoportail ajoute un affluent :
    - le ruisseau de Taffone (rg) , sur la seule commune de Cargèse.

### Rang de Strahler
Le rang de Strahler est de quatre, par les ruisseaux de Forcu a e Tegjie, le ruisseau de Ruscia et le ruisseau de Malo ainsi que le ruisseau de Chesaccia, le ruisseau de Pascianu et ruisseau de Taffone.

## Aménagements et écologie
La route départementale D81 traverse le ruisseau de Fornellu au pont de Fornellu, puis le Chiuni au pont de Chiuni. A l'altitude 700 mètres, d'anciennes mines de cuivre sont en rive droite du ruisseau de Riogna.